# Барон Типтофт
Барон Типтофт (англ. Barons Tiptoft), или Барон Тибетот (англ. Baron Tibetot) — дворянский титул, дважды создававшийся в системе пэрства Англии — в 1308 и 1426 годах. В 1485 году перешёл в состояние ожидания наследника.

## История
Впервые титул был создан для сэра Пейна Типтофта, который во время правления Эдуарда I и Эдуарда II участвовал в походах в Шотландию в 1300, 1303—1304 и 1310 годах. Он был вызван в английский парламент 10 марта 1308 года как «Пейн Тибетот», в результате чего считается, что ему был присвоен титул «барон Тибетот». Пейн погиб в 1314 году в битве при Бэннокбёрне, оставив единственного сына Джона Типтофта, 2-го барона Тибетота. Он вызывался в английский парламент с 1 апреля 1335 года по 20 января 1366 года. Наследником Джона был его второй сын Роберт Типтофт, 3-й барон Тибетот, вызывавшийся в парламент с 24 февраля 1368 года по 8 января 1370 года. Он умер 13 апреля 1372 года, не оставив сыновей. Однако у него было 3 дочери, в результате чего по действующим тогда правилам титул перешёл в состояние ожидания наследника между тремя наследницами.
Младшим единокровным братом Роберта был сэр Пейн Типтофт (около 1351 — 1413), не унаследовавший ни титула, ни большей части поместий Типтофтов; он унаследовал только поместья Харстон и Бервел в Кембриджшире. После того как королём стал Генрих IV, он дважды вызывался в английский парламент от Кембриджшира. Гораздо большего добился его сын и наследник — Джон Типтофт, который занимал видное положение во время правления Генриха IV, Генриха V и во время малолетства Генриха VI. 7 января 1426 года для него был воссоздан титул барона Типтофта. Благодаря двум удачным браком он стал ещё и богатым землевладельцем.
Видное положение занимал и сын Джона — Джон Типтофт, 2-й барон Типтофт, который в 16 июля 1449 года получил ещё и титул графа Вустера. Благодаря браку с племянницей Сесили Невилл, жены герцога Ричарда Йоркского, он во время войны Алой и Белой розы был йоркистом, что открыло для него путь к высоким постам после воцарения в 1461 году Эдуарда IV. Но после временного возвращения на трон Генриха VI в 1470 году граф Вустер попал в плен и был казнён. Его единственный выживший сын Эдуард Типтофт, родившийся в 1469 году, де-юре унаследовал титулы барона Типтофта и графа Вустера. Однако он умер 12 августа 1485 в возрасте 16 лет, так и не успев вступить в право наследования. После этого титул графа Вустера угас, а титул барона Типтофта перешёл в состояние ожидание наследника между сёстрами его отца и их наследниками.

## Бароны Типтофт
Бароны Тибетот (Типтофт, креация 1308 года)
- 1308—1314: Пейн Типтофт (Тибетот)[вд] (умер 23 или 24 июня 1314), 1-й барон Тибетот (Типтофт) с 1308 года[4].
- 1314—1367: Джон Типтофт (Тибетот)[англ.] (20 июля 1313 — 13 апреля 1367), 2-й барон Тибетот (Типтофт) с 1314 года, сын предыдущего[7].
- 1367—1372: Роберт Типтофт (Тибетот)[вд] (1341 — 13 апреля 1372), 3-й барон Тибетот (Типтофт) с 1367 года, сын предыдущего[8].

Бароны Типтофт (креация 1426 года)
- 1426—1443: Джон Типтофт (Тибетот) (около 1378 — январь 1443), 1-й барон Типтофт с 1426 года, член парламента от Хантингдоншира в январе и октябре 1404 и 1406 годах, спикер палаты общин в 1406 году, казначей королевского двора в 1406—1408 года, главный дворецкий в 1407 году, лорд-казначей Англии в 1408—1409 годах, сенешаль Аквитании в 1415—1423 годах, член королевского совета в 1422—1442 годах, управляющий королевским двором в 1426—1432 годах, сын Пейна Типтофта, младшего брата 3-го барона Тибетота[5][9].
- 1442—1470: Джон Типтофт (8 мая 1427 — 18 октября 1470), 2-й барон Типтофт с 1443 года, 1-й граф Вустер с 1449 года, лорд-казначей Англии в 1452—1455, 1461—1463 и 1470 года, лорд-констебль Англии в 1461—1467 годах, сын предыдущего[10].
- 1470—1485: Эдуард Типтофт (14 июля 1469 — 12 августа 1485), 2-й граф Вустер и 3-й баронт Типтофт с 1470 года, сын предыдущего[10].